# Krapkowice
Krapkowice (udtale: [krapkɔˈvʲit͡sɛ];  ( hør) tysk: Krappitz; schlesisk: Krapkowicy)   er en by ved floden Oder hvor den løber sammen med  Osobłoga. Den ligger i  den sydligecentrale del af Opole voivodskab i det sydlige Polen.  Byen  har 15.786(2021) indbyggere og et areal på		20,91  km².  Den  er administrationsby i  powiatet (amt) Krapkowice. 
Traditionelt var denne by i Øvre Schlesien et center for læder-, papir- og cementfremstilling. I dag er kun papir- og læder-industrien tilbage. For eksempel produceres toiletpapirmærket Mola i Krapkowice af en stor jobudbyder, Metsä.